# Трембовець-Малий
Трембовець-Малий (пол. Trębowiec Mały) — село в Польщі, у гміні Міжець Стараховицького повіту Свентокшиського воєводства.
У 1975-1998 роках село належало до Келецького воєводства.